# Georges Lemaître ATV
La mission Georges Lemaître ATV, ou Automated Transfer Vehicle 005 (ATV-005), est la cinquième et dernière mission du véhicule automatique de transfert européen (ATV). Le lancement a eu lieu le 29 juillet 2014 pour une mission de 6 mois et demi. Elle porte le nom du physicien belge Georges Lemaître.
L'artiste Katie Paterson (en) a envoyé une œuvre à bord de l'ISS grâce à l'ATV-5,,.

## Charge utile
| Cargaison                                                | Masse    |
| -------------------------------------------------------- | -------- |
| Rehaussement de l'ISS par l'ATV                          | 4 356 kg |
| Ravitaillement des propulseurs de l'ISS                  | 860 kg   |
| Oxygène gazeux                                           | 100 kg   |
| Eau                                                      | 843 kg   |
| Marchandises sèches (nourriture, vêtements, équipements) | 2 695 kg |
| Total                                                    | 8,854 kg |

Source: ESA

## Lancement
L'ATV Georges Lemaître est arrivé au Centre spatial guyanais à Kourou, en octobre 2013 . Il a été lancé avec succès avec une fusée Ariane 5ES à 23:47:38 UTC le 29 juillet 2014.

## Amarrage
L'ATV s'est amarré à l'ISS à 13:30 UTC (15:30 CEST) le 12 août 2014.

## Déroulement de la mission
À la fin d'octobre 2014, l'ATV Georges Lemaître est utilisé pour éloigner la station spatiale internationale d'une zone possible de collision avec un débris du satellite russe Cosmos 2251 à la vitesse de 1,8 km/h, il déplace les 420 tonnes de la station d'une distance d'un kilomètre.
Le cinquième ATV embarque 2 expériences
- LIRIS (Laser InfraRed Imaging Sensors) est un nouveau capteur autonome de rendez-vous à l'approche de l'ISS permettant d’effectuer des rendez-vous avec des cibles non coopératives (débris spatiaux, par exemple)[8].
- Break-Up Camera est un enregistreur infrarouge permettant de connaitre les détails de la rentrée atmosphérique de l'ATV[9].
- Haptics-1 est la manette de l’expérience permettant d’étudier les sensations ressenties dans l’espace lors d’expériences de retour de force, en vue de futures opérations de télérobotique en orbite[10].

## Désamarrage
Le désamarrage de l'ATV de l'ISS s'est réalisé le 14 février 2015 et son entrée atmosphérique s'est déroulé le 15 février.